# Renault ZI
Pour les articles homonymes, voir ZI.

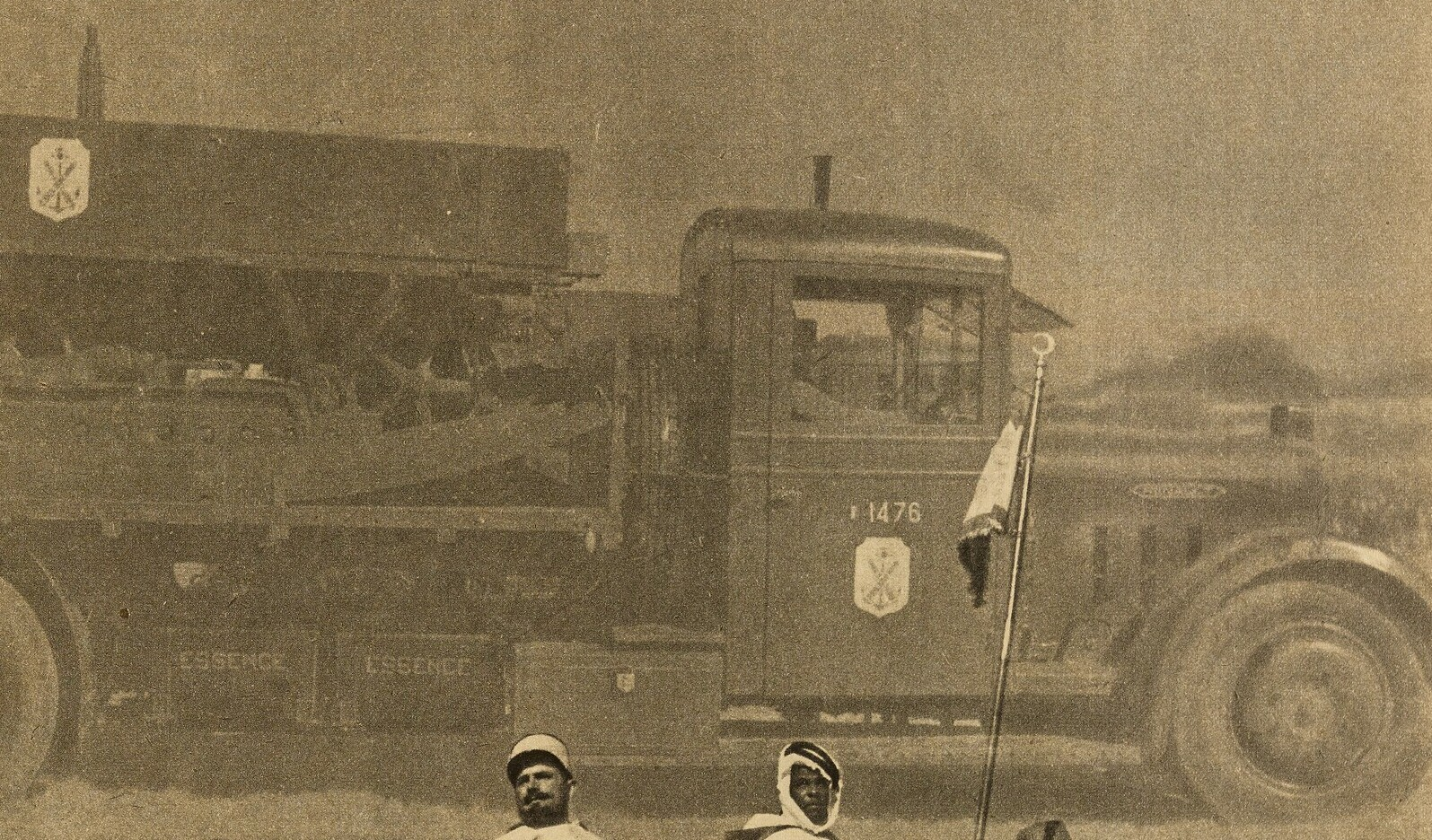
Renault ZI du régiment d'artillerie coloniale du Levant en 1940.

Le Renault ZI est un châssis du constructeur Renault, produit dans les années 1930 et carrossé en camion de 3,5 t et en autocar.

## Historique
Il est produit en version ZIAC autocar de 1933 à 1935,  équipée d'un moteur 4 cylindres de 85 ch. De 1935 à 1938 est produite la version ZIAE, un camion de 3,5 t de charge utile. Il est commandé en 1934 par l'Armée française en 28 exemplaires de transport toutes natures (TTN), livrées en 1936 au Levant. 
La version ZIAH1, à gazogène, est produite de 1937 à 1938, puis la version ZIAH à gazogène ressort en 1941. 